# Sérézin-de-la-Tour
Sérézin-de-la-Tour – miejscowość i gmina we Francji, w regionie Owernia-Rodan-Alpy, w departamencie Isère.
Według danych na rok 1990 gminę zamieszkiwało 529 osób, a gęstość zaludnienia wynosiła 57 osób/km² (wśród 2880 gmin regionu Rodan-Alpy Sérézin-de-la-Tour plasuje się na 1120. miejscu pod względem liczby ludności, natomiast pod względem powierzchni na miejscu 1177.).